# Florian Kreibich

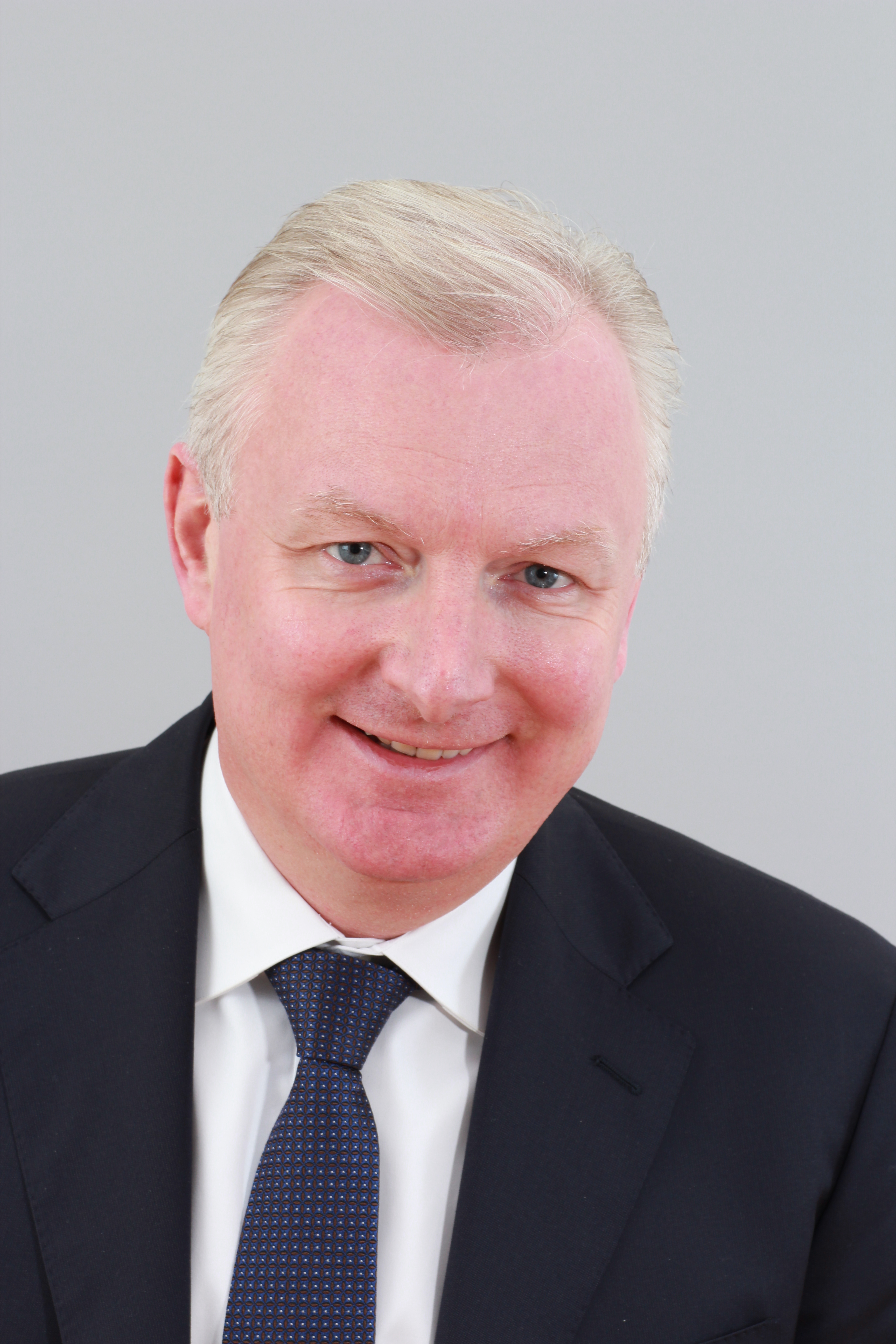
Florian Kreibich (2012)

Florian Kreibich (* 9. April 1969 in Salzburg) ist ein österreichischer Politiker (ÖVP) und Jurist. Kreibich war von 2004 bis 2013 Abgeordneter zum Salzburger Landtag. Seit 2019 ist er Gemeinderatsabgeordneter in Salzburg, seit 2024 Bürgermeister-Stellvertreter.

## Ausbildung und Beruf
Kreibich besuchte die Volksschule Parsch und Abfalter sowie die Hauptschule der Pädagogischen Akademie Herrnau. Danach wechselte er an das Bundes-Oberstufenrealgymnasium Akademiestraße, wo er 1987 die Reifeprüfung ablegte. Kreibich studierte ab 1987 Rechtswissenschaften an der Universität Salzburg und schloss sein Studium 1996 mit dem akademischen Grad Magister iuris ab. 2002 promovierte er zum Doktor iuris.
Kreibich legte 2002 die Rechtsanwaltsprüfung ab und ist seitdem Partner der Rechtsanwälte Kreibich, Bixner, Kleibel (nunmehr Kreibich & Kleibel Rechtsanwälte GmbH) in Salzburg. Seit 2003 besucht er den Universitätslehrgang für Wirtschaftsjuristen. Seit Oktober 2006 ist Kreibich Präsident des Marketingzusammenschlusses Romantik Hotels & Restaurants Österreich. Außerdem ist er Aufsichtsratsvorsitzender der deutschen Romantik Hotels & Restaurants AG mit Sitz in Frankfurt am Main.

## Politik
Kreibich war zwischen 1991 und 1992 Sekretär des Kärntner Landeshauptmannes Zernatto und hatte zwischen 1987 und 1993 verschiedene Funktionen in der Österreichischen Hochschülerschaft inne. Er war Obmann der AktionsGemeinschaft (AG) an der Universität Salzburg, Mitglied des Bundesvorstandes der AG sowie Mitglied des Akademischen Senates an der Universität Salzburg und diverser Kommissionen.
Kreibich übte zwischen 1996 und 2002 die Funktion des Vorsitzenden des Verbandes der Salzburger Rechtsanwaltsanwärter aus und war von 1998 bis 2002 Vorsitzender der Dachverbandes der österreichischen Rechtsanwaltsanwärter. 2003 übernahm Kreibich die Funktion des Wirtschaftsbund-Obmann von Salzburg-Nonntal. Kreibich war ab dem 7. Juli 2004 Abgeordneter zum Salzburger Landtag und übernahm als Bereichssprecher die Agenden Sport (Verbände und Vereine, Großveranstaltungen, Breitensport), Konsumentenschutz (Verbraucherschutz, Preis- und Tarifregelung, Gentechnik) und Fischereiwesen im ÖVP-Landtagsklub. 2019 wurde Kreibich in den Salzburger Gemeinderat gewählt. Dort ist er Mitglied des Kontrollausschusses und Planungs- und Verkehrsausschuss und ist Betreuungsgemeinderat für Parsch.
Im Juli 2023 gab Salzburgs Bürgermeister Harald Preuner bekannt, bei der Wahl 2024 nicht mehr anzutreten. Als ÖVP-Spitzenkandidat für die Wahl wurde Florian Kreibich präsentiert. In der Bürgermeisterwahl vom 10. März 2024 erreichte Kreibich hinter Bernhard Auinger und Kay-Michael Dankl den dritten Platz und verpasste damit die Stichwahl. Am 8. Mai 2024 wurde er als Bürgermeister-Stellvertreter angelobt. Er ist für die Ressorts Allgemeine und Bezirksverwaltung (Magistratsabteilung 1) und Betriebe (Magistratsabteilung 7) ohne Stadtgärten zuständig.

## Privates
Kreibich ist seit 1986 Mitglied der K.ö.St.V. Almgau im MKV und seit 1987 freiwilliger Rettungssanitäter beim Roten Kreuz Salzburg.